# 枋山庄

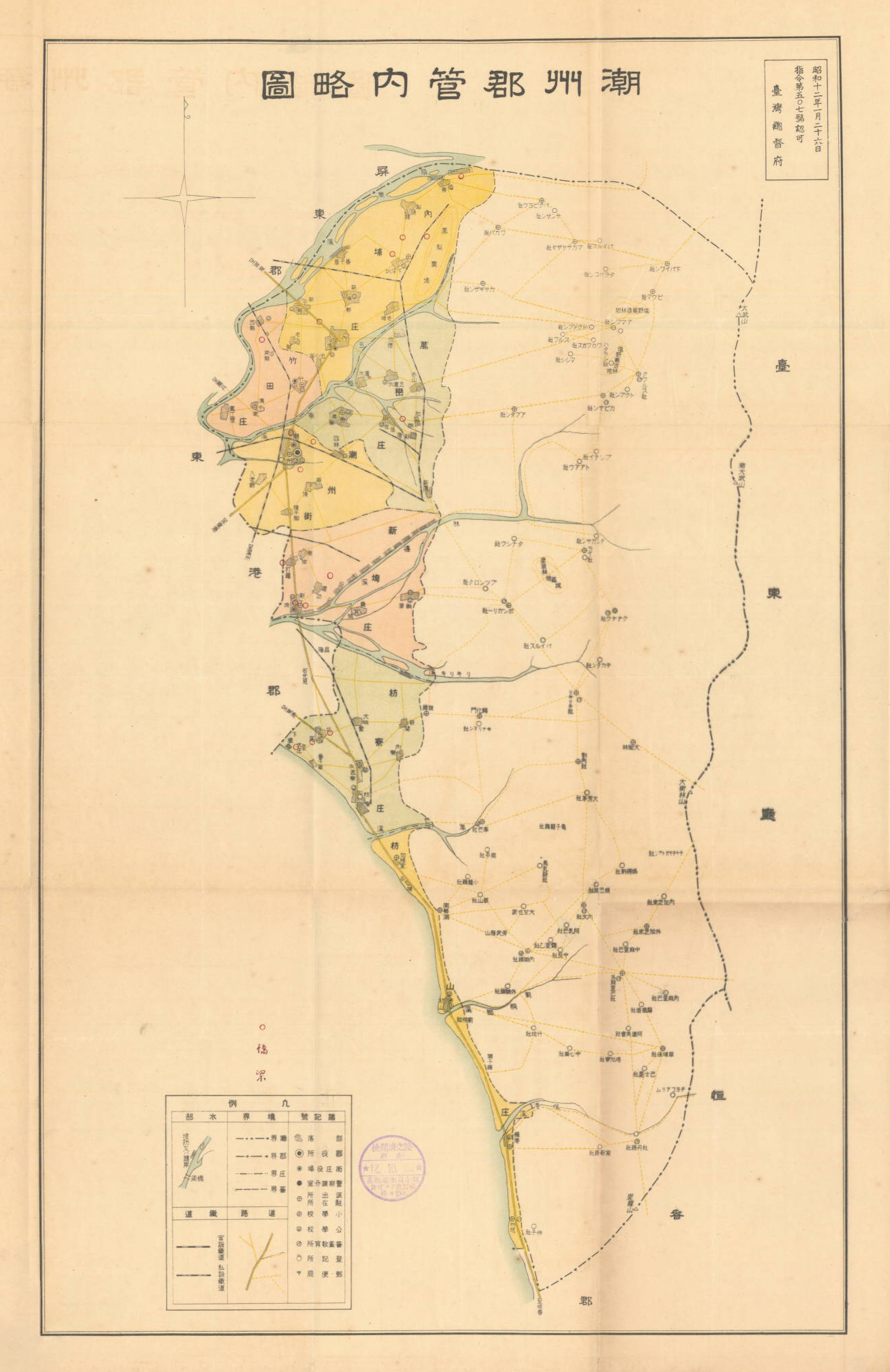
潮州郡管內圖

枋山庄為臺灣日治時期1920年至1945年間存在之行政區，轄屬高雄州潮州郡。今屏東縣枋山鄉。

## 行政區劃
枋山地區在清代屬嘉禾里、善餘里，在1897年5月分別隸屬於「鳳山縣枋藔、恆春辨務署」。1898年6月18日，鳳山縣併入「臺南縣」，而枋藔辨務署被併入「東港辨務署」。1900年4月1日，嘉禾里改劃入「恆春辨務署」。1901年5月1日，恆春辦務署自臺南縣獨立為「恆春廳」，嘉禾里及善於里隸屬「枋山支廳」。1904年5月1日，恆春廳實施街庄整併，整併為1街31庄以及10區，恆春地區在此時期的劃分如下：
- 枋山區
  - 嘉禾里：加祿堂庄、平埔庄、南勢湖庄、枋山庄、莿桐腳庄
- 楓港區
  - 善餘里：楓港庄

1909年10月25日，恆春廳被併入阿緱廳。1920年10月1日，原堡里鄉澚之行政區廢除，街庄社改為大字，而枋山支廳改為高雄州潮州郡枋山庄，轄域內分為枋山、莿桐腳、南勢湖、平埔、加祿堂、楓港等6個大字。
二戰後，枋山庄改為「高雄縣潮州區枋山鄉」。1947年2月16日，枋山鄉改隸「恆春區」。1950年10月1日，改為「屏東縣枋山鄉」。
| 1904年 | 1904年 | 1904年   | 1920年 | 1920年 | 現在   | 現在           |
| 堡里   | 區     | 街庄社   | 街庄   | 大字   | 鄉鎮   | 村里           |
| ------ | ------ | -------- | ------ | ------ | ------ | -------------- |
| 嘉禾里 | 枋山區 | 加祿堂庄 | 枋山庄 | 加祿堂 | 枋山鄉 | 加祿村         |
| 嘉禾里 | 枋山區 | 平埔庄   | 枋山庄 | 平埔   | 枋山鄉 | 加祿村         |
| 嘉禾里 | 枋山區 | 南勢湖庄 | 枋山庄 | 南勢湖 | 枋山鄉 | 加祿村         |
| 嘉禾里 | 枋山區 | 枋山庄   | 枋山庄 | 枋山   | 枋山鄉 | 枋山村         |
| 嘉禾里 | 枋山區 | 莿桐腳庄 | 枋山庄 | 莿桐腳 | 枋山鄉 | 枋山村         |
| 善餘里 | 楓港區 | 楓港庄   | 枋山庄 | 楓港   | 枋山鄉 | 楓港村、善餘村 |

## 區、庄長
- 枋山區長
  - 陳天明：1910年
  - 楊元生：1911~1913年
  - 董知高：1914~1920年
- 楓港區長
  - 王福：1910~1918年
  - 王啟智：1919~1920年
- 枋山庄長
  - 王啟智：1920~1936年
  - 高橋惣治：1937~1941年（後任新埤庄長）
  - 福澤宏：1942~1945年[8]

## 設施
- 枋山庄役場
- 枋寮郵便局枋山出張所
- 楓港國民學校（今楓港國小）
  - 枋山分教場（今加祿國小枋山分校）